# Dworzec Wileński (stanice metra ve Varšavě)
Dworzec Wileński (česky Vilniuské nádraží) je stanice varšavského metra na lince M2. Kód stanice je C-15. Otevřena byla 7. března 2015. Ze stanice je možnost přestupu na autobus, tramvaj a vlak. Leží v městské části Praga-Północ.